# سید عیسی موسوی‌نژاد
سید عیسی موسوی‌نژاد (زادهٔ ۱۳۳۵ در خرم‌آباد) نمایندهٔ حوزهٔ انتخابیهٔ خرم‌آباد در دورهٔ ششم مجلس شورای اسلامی بوده‌است.